# 킹군 (워싱턴주)

킹군의 위치

킹군(King County, 킹 카운티)은 미국 워싱턴주의 군이다. 2010년 인구조사에 따르면 인구는 총 1,931,249 명이다.
킹군은 워싱턴 주에서 가장 인구가 많은 군으로, 미국 내에서는 14번째로 인구가 많다. 워싱턴 주에서 가장 큰 도시인 시애틀이 이 군 내에 위치해 있다. 인구의 3분의 2가 교외에 살고 있다.

## 인구
| 인구조사                                                      | 인구      | Note  | %±     |
| ------------------------------------------------------------- | --------- | ----- | ------ |
| 1860년                                                        | 302       |       | —      |
| 1870년                                                        | 2,120     |       | 602.0% |
| 1880년                                                        | 6,910     |       | 225.9% |
| 1890년                                                        | 63,989    |       | 826.0% |
| 1900년                                                        | 110,053   |       | 72.0%  |
| 1910년                                                        | 284,638   |       | 158.6% |
| 1920년                                                        | 389,273   |       | 36.8%  |
| 1930년                                                        | 463,517   |       | 19.1%  |
| 1940년                                                        | 504,980   |       | 8.9%   |
| 1950년                                                        | 732,992   |       | 45.2%  |
| 1960년                                                        | 935,014   |       | 27.6%  |
| 1970년                                                        | 1,156,633 |       | 23.7%  |
| 1980년                                                        | 1,269,749 |       | 9.8%   |
| 1990년                                                        | 1,507,319 |       | 18.7%  |
| 2000년                                                        | 1,737,034 |       | 15.2%  |
| 2010년                                                        | 1,931,249 |       | 11.2%  |
| 2019 (추산)                                                   | 2,252,782 | [ 1 ] | 16.6%  |
| U.S. Decennial Census 1790–1960 1900–1990 1990–2000 2010–2019 |           |       |        |